# Saint-Philbert-des-Champs
Pour les articles homonymes, voir Saint-Philbert.
Saint-Philbert-des-Champs est une commune française, située dans le département du Calvados en région Normandie, peuplée de 650 habitants (les Saint-Philibertins).

## Géographie

### Localisation
| Fierville-les-Parcs, Le Breuil-en-Auge | Blangy-le-Château, Le Brévedent | Le Brévedent       |
| Norolles                               | Saint-Philbert-des-Champs       | Le Pin             |
| Fauguernon                             | Fauguernon                      | Moyaux, Fauguernon |

### Hydrographie
La commune est située dans le bassin Seine-Normandie. Elle est drainée par le Chaussey,.
Le Chaussey, d'une longueur de 13 km, prend sa source dans la commune du Pin et se jette  dans la Touques à Fierville-les-Parcs, après avoir traversé sept communes. 

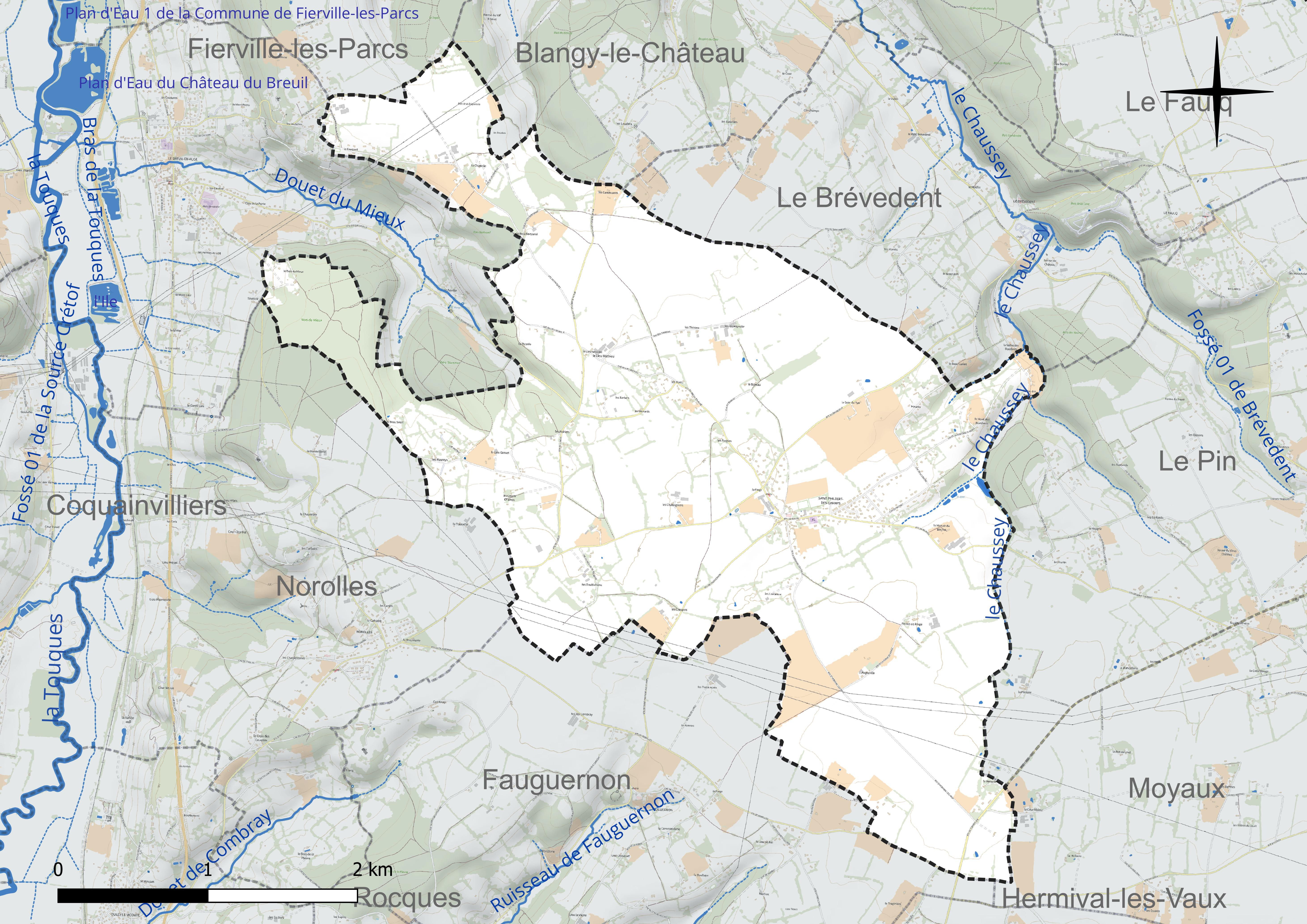
Réseau hydrographique de Saint-Philbert-des-Champs.

### Climat
Pour des articles plus généraux, voir Climat de la Normandie et Climat du Calvados.
En 2010, le climat de la commune est de type climat océanique franc, selon une étude du CNRS s'appuyant sur une série de données couvrant la période 1971-2000. En 2020, Météo-France publie une typologie des climats de la France métropolitaine dans laquelle la commune est exposée à un climat océanique et est dans la région climatique  Côtes de la Manche orientale, caractérisée par un faible ensoleillement (1 550 h/an) ; forte humidité de l'air (plus de 20 h/jour avec humidité relative > 80 % en hiver), vents forts fréquents. Parallèlement le GIEC normand, un groupe régional d'experts sur le climat, différencie quant à lui, dans une étude de 2020, trois grands types de climats pour la région Normandie, nuancés à une échelle plus fine par les facteurs géographiques locaux. La commune est, selon ce zonage, exposée à un « climat contrasté des collines », correspondant au Pays d'Auge, Lieuvin et Roumois, moins directement soumis aux flux océaniques et connaissant toutefois des précipitations assez marquées en raison des reliefs collinaires qui favorisent leur formation.
Pour la période 1971-2000, la température annuelle moyenne est de 10,2 °C, avec  une amplitude thermique annuelle de 13,2 °C. Le cumul annuel moyen de précipitations est de 860 mm, avec 12,7 jours de précipitations en janvier et 8,5 jours en juillet. Pour la période 1991-2020, la température moyenne annuelle observée sur la station météorologique la plus proche, située sur la commune de Lisieux à 8 km à vol d'oiseau, est de 11,7 °C et le cumul annuel moyen de précipitations est de 881,4 mm,. Pour l'avenir, les paramètres climatiques de la commune estimés pour 2050 selon différents scénarios d'émission de gaz à effet de serre sont consultables sur un site dédié publié par Météo-France en novembre 2022.

## Urbanisme

### Typologie
Au 1er janvier 2024, Saint-Philbert-des-Champs est catégorisée commune rurale à habitat dispersé, selon la nouvelle grille communale de densité à 7 niveaux définie par l'Insee en 2022.
Elle est située hors unité urbaine. Par ailleurs la commune fait partie de l'aire d'attraction de Lisieux, dont elle est une commune de la couronne,. Cette aire, qui regroupe 57 communes, est catégorisée dans les aires de 50 000 à moins de 200 000 habitants,.

### Occupation des sols
L'occupation des sols de la commune, telle qu'elle ressort de la base de données européenne d'occupation biophysique des sols Corine Land Cover (CLC), est marquée par l'importance des territoires agricoles (87,6 % en 2018), en diminution par rapport à 1990 (93,2 %). La répartition détaillée en 2018 est la suivante : 
terres arables (56,2 %), prairies (29,9 %), forêts (7,3 %), zones urbanisées (2,8 %), milieux à végétation arbustive et/ou herbacée (2,3 %), zones agricoles hétérogènes (1,5 %). L'évolution de l'occupation des sols de la commune et de ses infrastructures peut être observée sur les différentes représentations cartographiques du territoire : la carte de Cassini (XVIIIe siècle), la carte d'état-major (1820-1866) et les cartes ou photos aériennes de l'IGN pour la période actuelle (1950 à aujourd'hui).

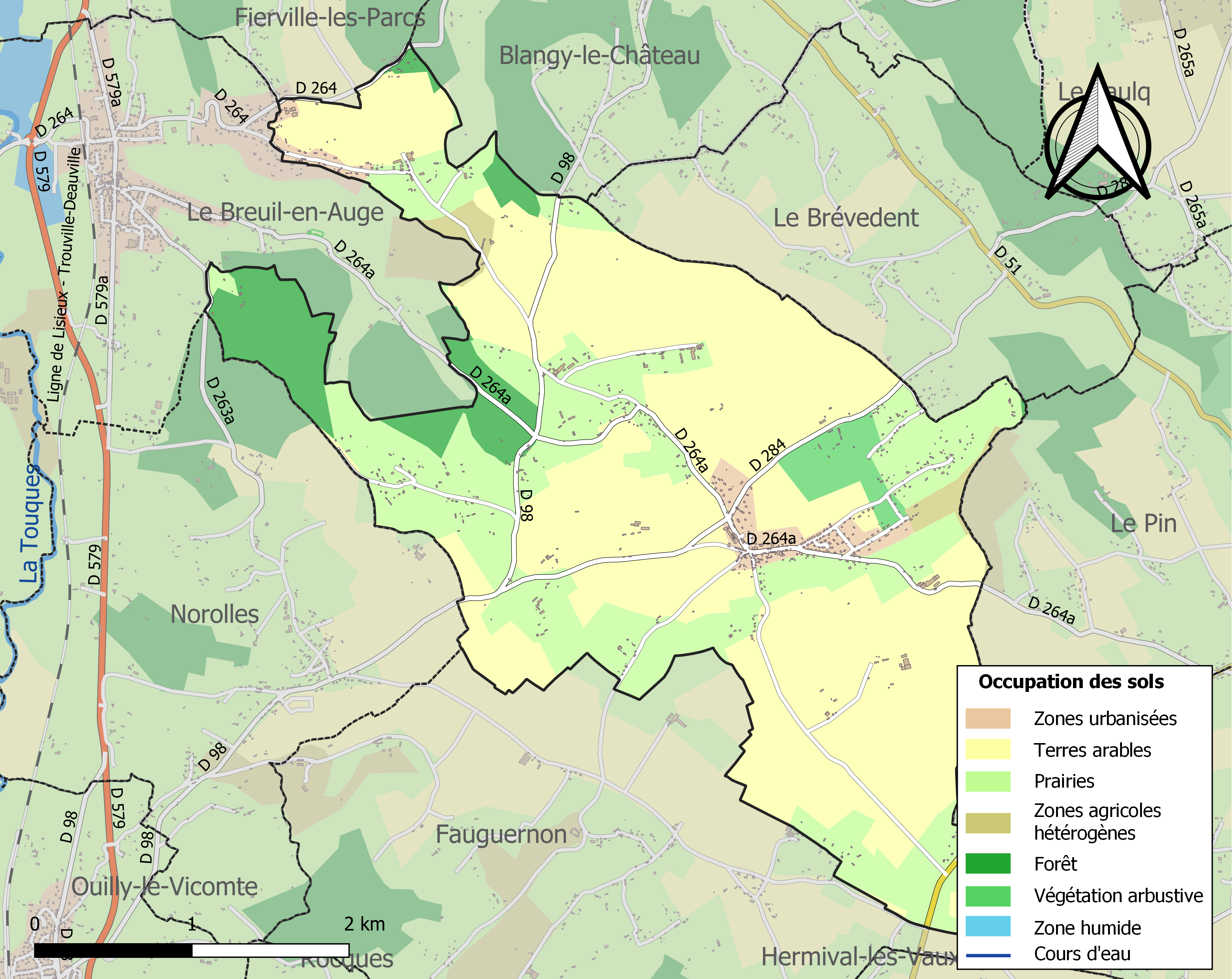
Carte des infrastructures et de l'occupation des sols de la commune en 2018 (CLC).

## Toponymie
L'hagiotoponyme de la localité est attesté sous la forme Sanctus Philbertus en 1197.
Saint Philibert (ou Filibert), né en 617 ou 618 à Elusa, aujourd'hui Eauze dans le Gers et mort le 20 août 684 à Noirmoutier, est un moine et un abbé franc du VIIe siècle. Il a fondé le monastère de Jumièges en Seine-Maritime.

## Politique et administration
| Période   | Période   | Identité                 | Étiquette | Qualité      |
| --------- | --------- | ------------------------ | --------- | ------------ |
| juin 1995 | mars 2008 | Chantal Leroux           | SE        | Enseignante  |
| mars 2008 | mars 2014 | Marie-Madeleine Marquais | SE        |              |
| mars 2014 | En cours  | Françoise Spruytte       | SE        | Agricultrice |

Le conseil municipal est composé de quinze membres dont le maire et trois adjoints.

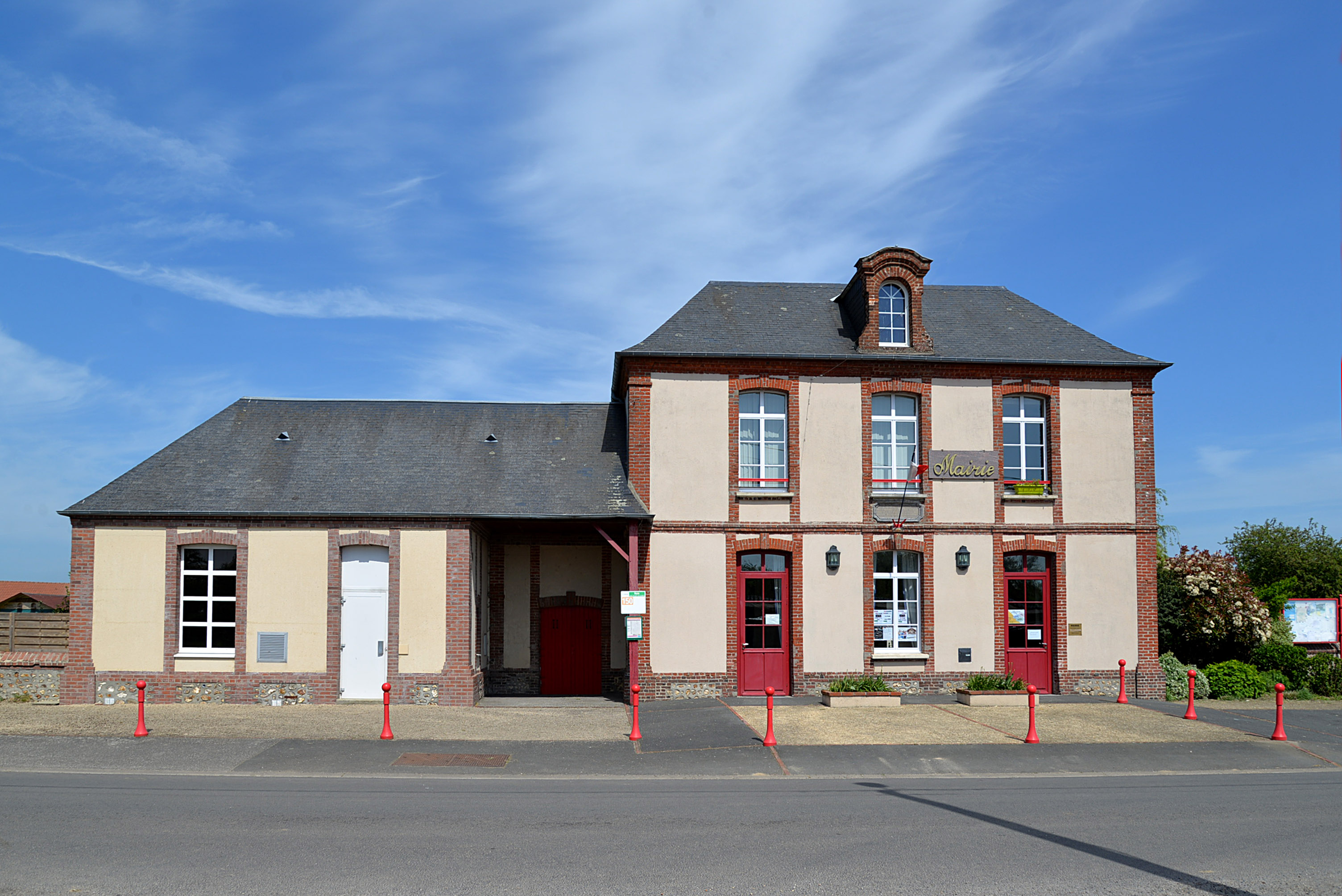
La mairie.

## Démographie
L'évolution du nombre d'habitants est connue à travers les recensements de la population effectués dans la commune depuis 1793. Pour les communes de moins de 10 000 habitants, une enquête de recensement portant sur toute la population est réalisée tous les cinq ans, les populations de référence des années intermédiaires étant quant à elles estimées par interpolation ou extrapolation. Pour la commune, le premier recensement exhaustif entrant dans le cadre du nouveau dispositif a été réalisé en 2008.
En 2022, la commune comptait 650 habitants, en évolution de +2,04 % par rapport à 2016 (Calvados : +1,58 %, France hors Mayotte : +2,11 %).
Saint-Philbert-des-Champs a compté jusqu'à 780 habitants en 1806.
| 1793 | 1800 | 1806 | 1821 | 1831 | 1836 | 1841 | 1846 | 1851 |
| ---- | ---- | ---- | ---- | ---- | ---- | ---- | ---- | ---- |
| 529  | 725  | 780  | 747  | 680  | 674  | 641  | 590  | 600  |

| 1856 | 1861 | 1866 | 1872 | 1876 | 1881 | 1886 | 1891 | 1896 |
| ---- | ---- | ---- | ---- | ---- | ---- | ---- | ---- | ---- |
| 596  | 586  | 551  | 533  | 535  | 520  | 498  | 489  | 457  |

| 1901 | 1906 | 1911 | 1921 | 1926 | 1931 | 1936 | 1946 | 1954 |
| ---- | ---- | ---- | ---- | ---- | ---- | ---- | ---- | ---- |
| 432  | 422  | 391  | 380  | 404  | 375  | 385  | 390  | 374  |

| 1962 | 1968 | 1975 | 1982 | 1990 | 1999 | 2006 | 2008 | 2013 |
| ---- | ---- | ---- | ---- | ---- | ---- | ---- | ---- | ---- |
| 346  | 347  | 368  | 528  | 574  | 606  | 671  | 689  | 642  |

| 2018 | 2022 | - | - | - | - | - | - | - |
| ---- | ---- | - | - | - | - | - | - | - |
| 650  | 650  | - | - | - | - | - | - | - |

## Économie
- Fabrication de fromage pont-l'évêque.
- La Maison du Chef Normand[24]

## Lieux et monuments
- Église Saint-Philbert en partie du XIe siècle.
- Monument aux morts (14-18 et 39-45).
- Vestiges d'une motte féodale de 12 × 16 mètres à 1 kilomètre au sud[25].

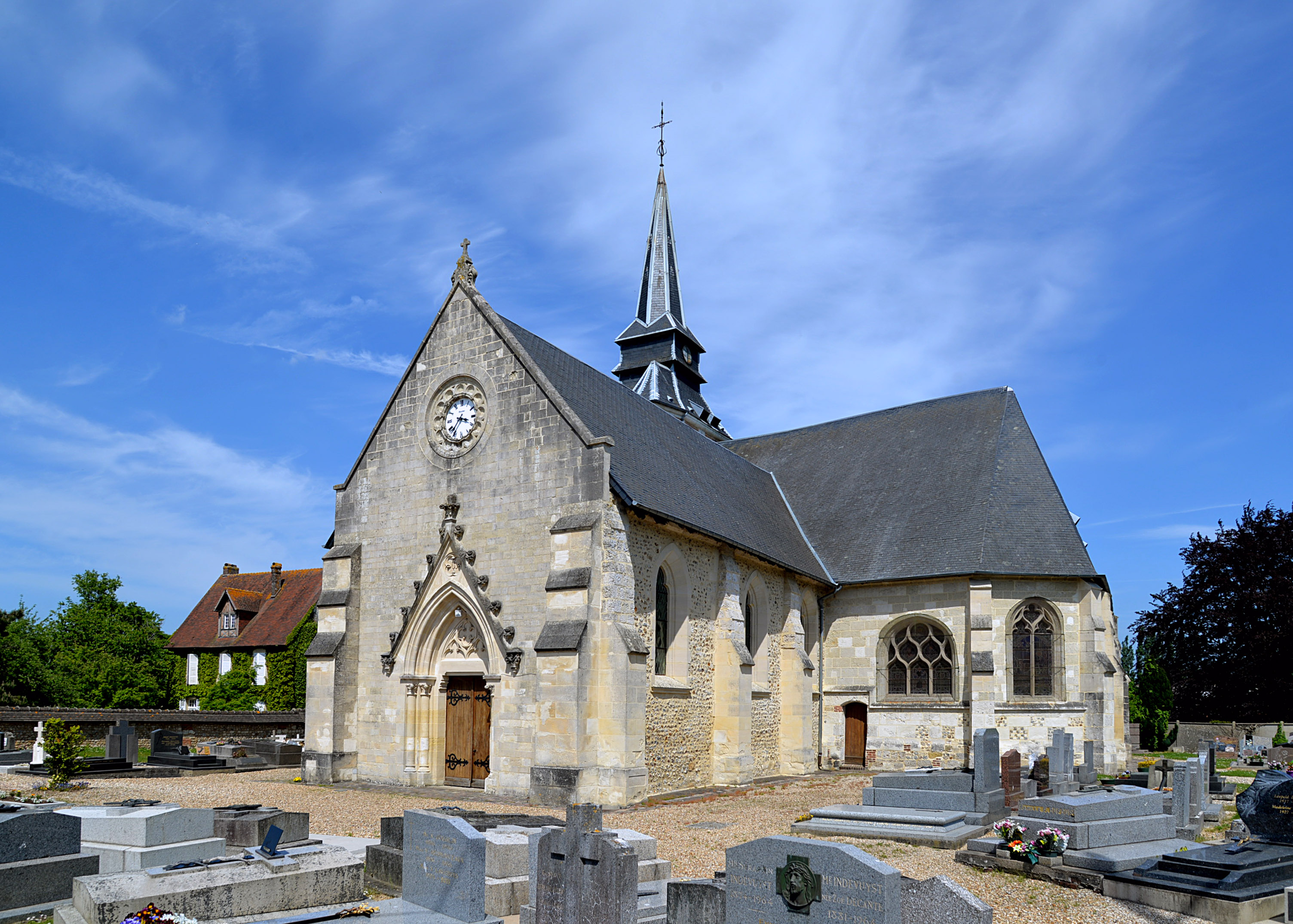
L'église Saint-Philbert.
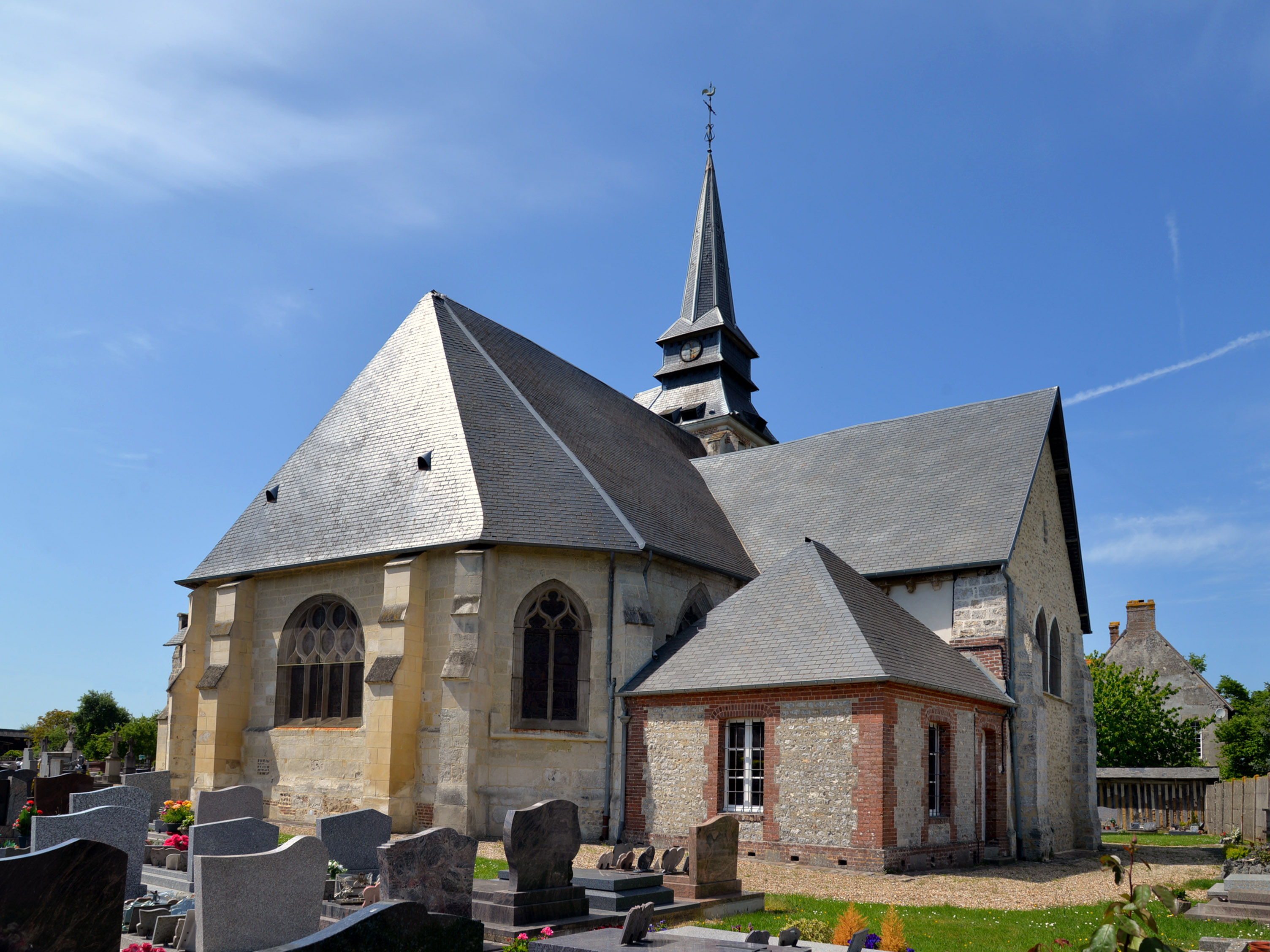
L'église Saint-Philbert.
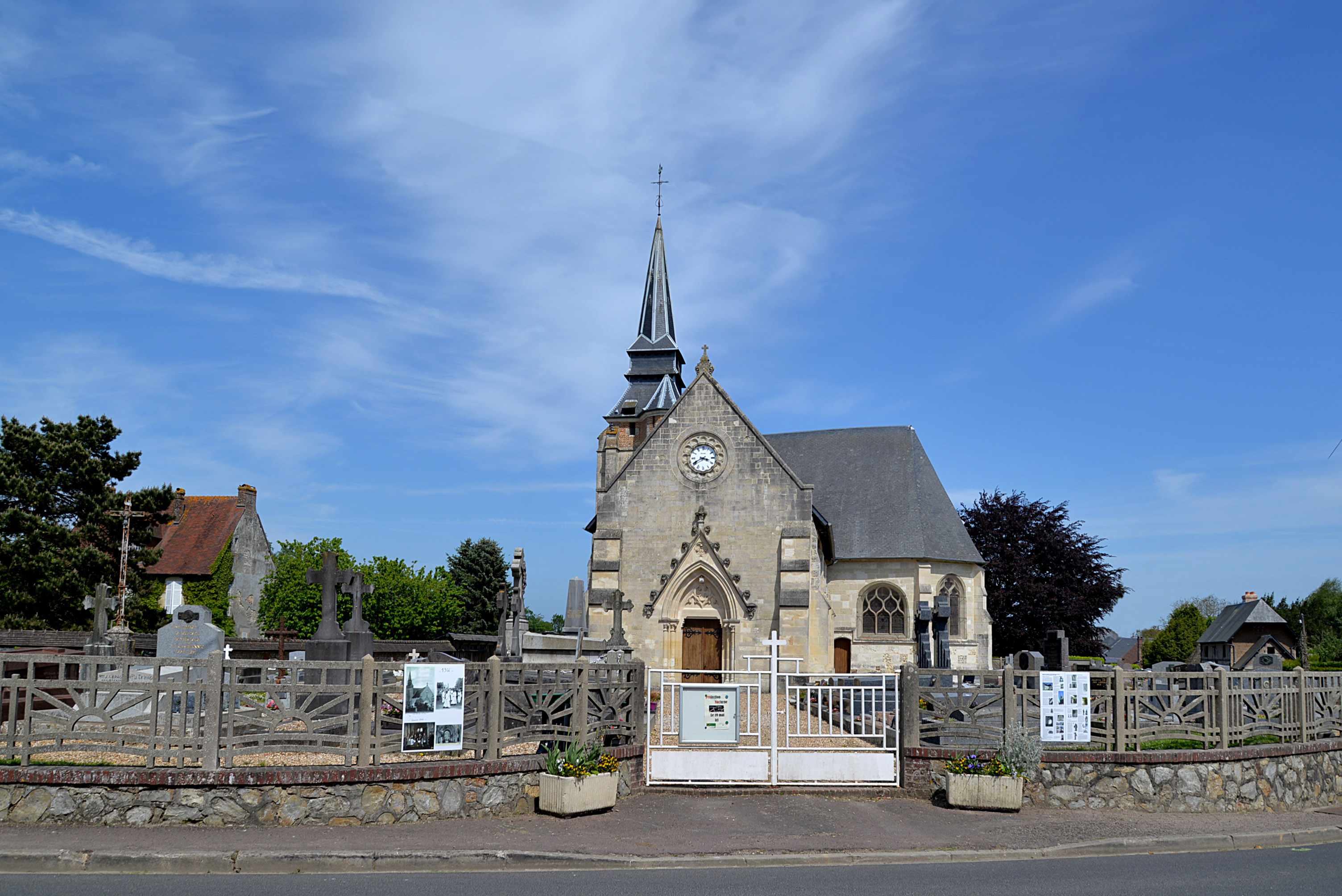
Le cimetière et l'église.
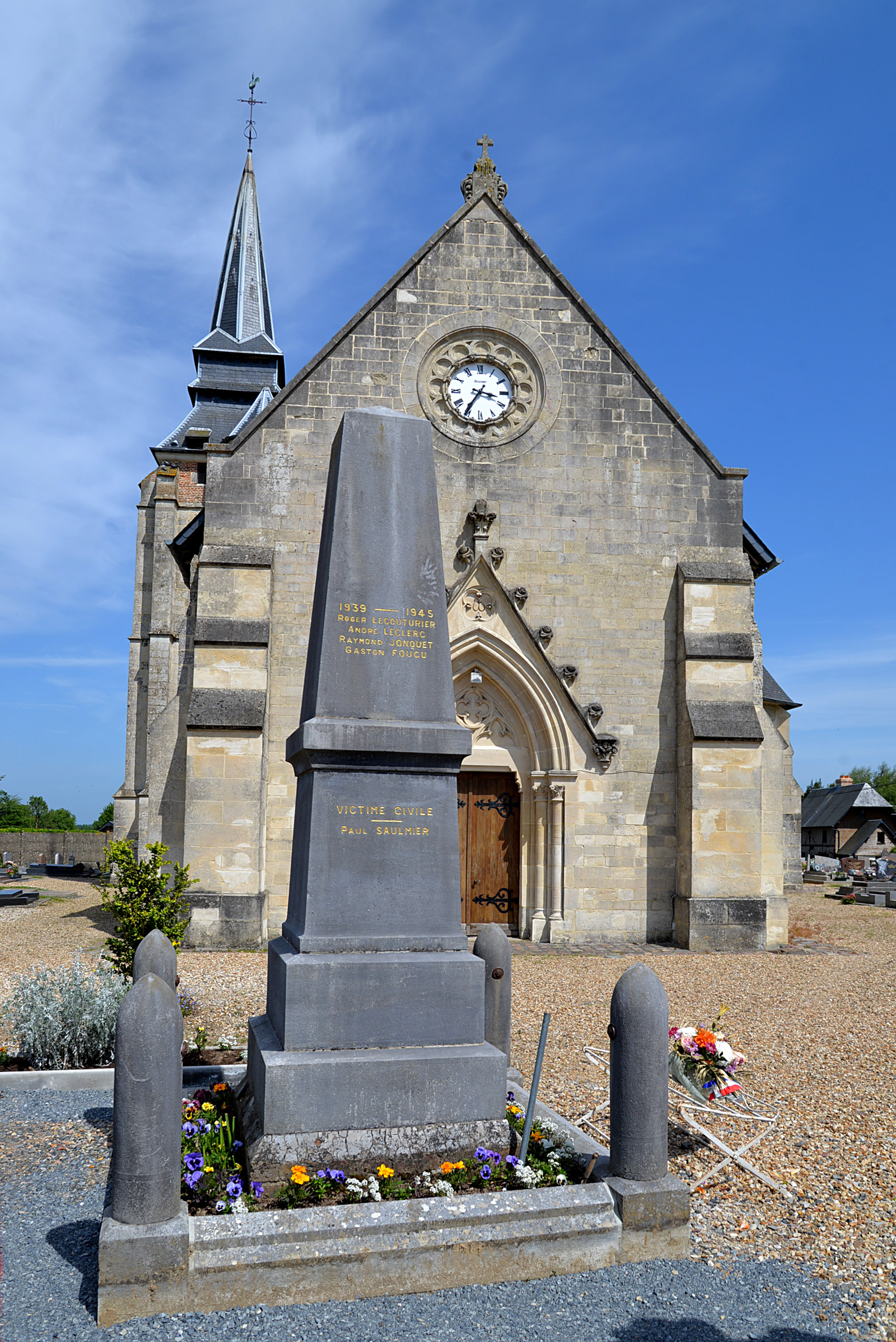
Le monument aux morts.

## Personnalités liées à la commune
- Charles-Ambroise Lozier (1784-1865).